# Manuel Jovés
Manuel Jovés Torras, cuyo nombre artístico era Manuel Jovés (Manresa, Barcelona, 8 de marzo de 1886 - Buenos Aires, Argentina; 26 de octubre de 1927) fue un pianista, compositor y director español, que nacionalizado en Argentina, forjó una extensa carrera en el ambiente musical.

## Carrera
Dirigió un orfeón  que contaba con 150 intérpretes, con fama de ser el segundo en toda Cataluña.
En Barcelona abordó la composición con obras meritorias, dándose a conocer con sardanas de concurso y diversas composiciones, mereciendo premios en varias oportunidades.
Al arribar a Buenos Aires en 1911 (hay quienes dicen que fue en 1908) dio lecciones particulares de música y canto, y al tiempo abrió una Academia de varietée, mientras a la par conducía el calificado septeto que se presentaba en el Café Colón ubicado en la esquina de Avenida de Mayo y Bernardo de Irigoyen. Era políglota que hablaba catalán, castellano, esperanto, francés, italiano y latín. Apasionado del folklore sudamericano lo estudió no sólo en la teoría sino también en la práctica de sus viajes por el interior del territorio argentino y en Chile, en donde luego de dirigir a "La Goya" en una de las principales salas santiaguinas permaneció un tiempo para estudiar también el folklore chileno. Allí formó el afamado dúo "Las Porteñas", con las que dio a conocer su producción autoral. Las más importantes cupletistas de su época interpretaron la obra de Jovés: la ya mencionada "La Goya", "La Argentina", Lola Membrives y Raquel Meller, entre muchas otras más. Algunas de sus composiciones fueron oídos con agrado por el rey de España.
Compuso cuplés, fados, pasodobles, valses, zambas y, sobre todo, sus inolvidables tangos. Carlos Gardel, con quien trabajó en teatro, le grabó siete tangos: uno sobre la letra del comediógrafo y periodista madrileño fallecido en Buenos Aires Antonio Martínez Viérgol, Loca, y los otros seis con versos del periodista, comediógrafo y cineasta porteño Manuel Romero: Buenos Aires, Corazón de arrabal, Patotero sentimental (El patotero sentimental), La provinciana, Nubes de humo (Fume compadre) y Pobre milonga. Como compositor de música argentina su fama se extendió hasta Europa, donde en ciudades como París se editaban mensualmente sus novedades.
Además de ser compositor de infinidades de revistas teatrales fue director de espectáculo en el "Florida" de la Galería Güemes, en el "Teatro Coliseo" de la calle Charcas (hoy Marcelo T. de Alvear) y en otros más, dirigiendo muchas veces desde el foso las orquestas. 
Es a Jóves a quien se le debe el famoso verso: "En el cielo las estrellas, en el campo las espinas y en el medio de mi pecho la República Argentina".

## Filmografía
- 1938: Tres argentinos en París, interpretado por Florencio Parravicini, Tito Lusiardo, Hugo del Carril e Irma Córdoba.[6]

## Temas populares
- Loca (1920)
- A mí lo mesmo me da (1921)
- Adiós, Celipe
- Adiós, Pilar...
- Buenos Aires (1923)
- Campanita
- Díguili qui Vingui
- La indiscreta (o la Chocolaterita)
- Dos Gitanas
- La azafata de la reina
- La perra de Chaplin
- Las barbas blancas
- Mi Reja
- Q. L. B. L. P.
- Todo auténtico
- Mariposa del amor
- Chikoff, tango en honor a Juan Eugenio de Chikoff.
- Flor de Yuyo[7]
- El Matrero
- ¡Celosa!..., dedicado a la simpática Estrella Evau Stachino.[8]
- Vidalitas.
- Armenoville viejo
- Cualquier cosa
- Venga champán
- Por tu culpa
- Haz de volver a mí
- Patotero sentimental
- Pobre corazón
- Pobre percanta
- Rosa de fuego
- Nubes de humo[9]

## Teatro
- En el fango de París (1923).
- La alegría de la vida (1925), estrenada en el Teatro Cervantes de Córdoba.
- La revista del Cervantes (1925).
- Las catástrofes del año en el Teatro Porteño.
- No arrebaten que hay pa todos.
- Pasen a ver el fenómeno.
- Buenos Aires chic, con la Compañía de Enrique Muiño-Elías Alippi.
- París reo.
- Buenos Aires a la vista, con la compañía Luis Vittone-Segundo Pomar.
- La mujer en todas partes, estrenada en el Royal Pigall de la calle Corrientes.
- Landrú en los infiernos.
- El bailarín del cabaret